# 伊森海姆祭坛画

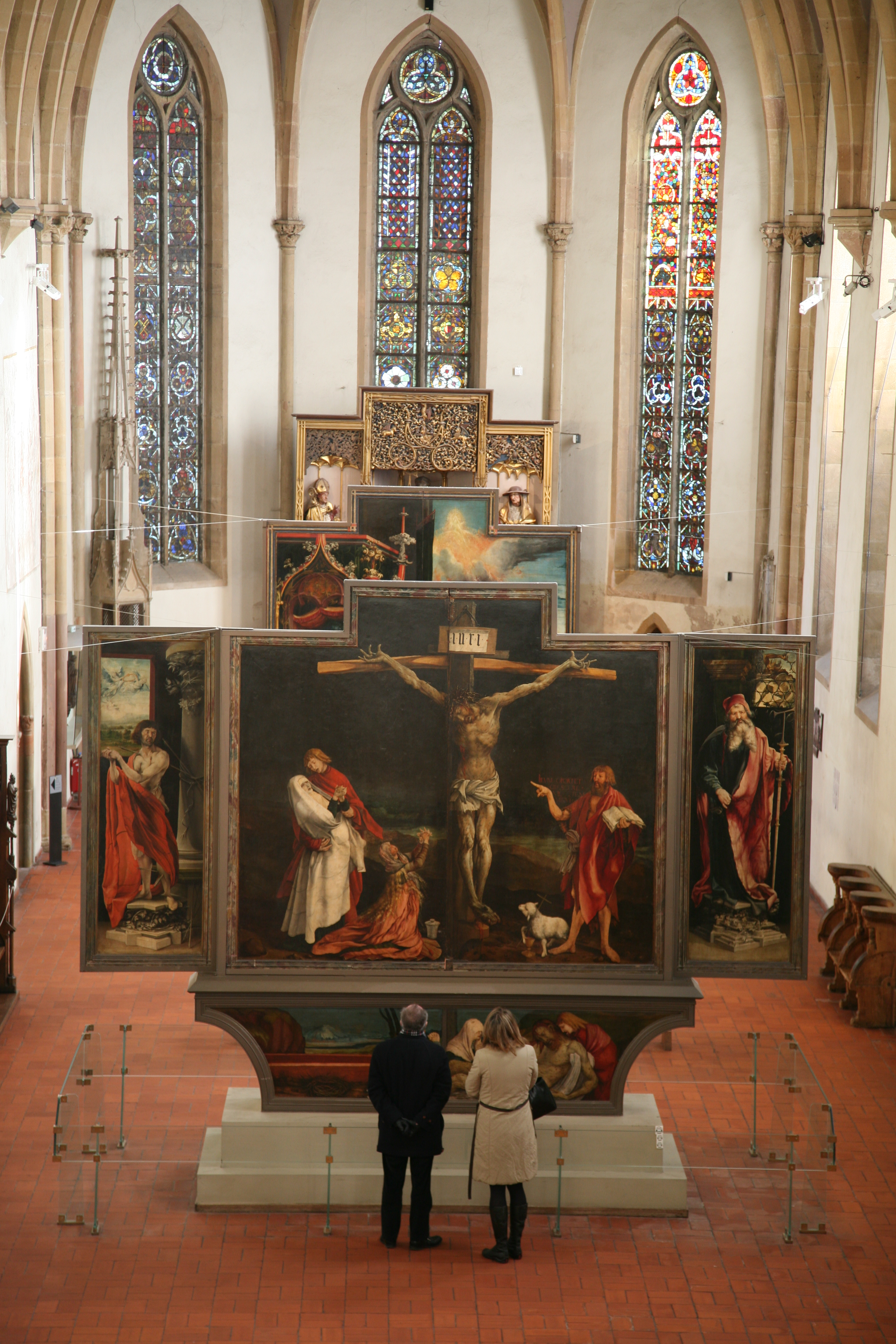

《伊森海姆祭坛画》是一幅祭坛画，由德意志艺术家阿格诺的尼古拉斯雕刻，马蒂亚斯·格吕内瓦尔德绘制，完成于1512年至1516年。 这幅画原本位于阿尔萨斯科尔马附近伊瑟奈姆的圣安多尼修院，这里的医疗修士以照顾瘟疫患者，以及治疗麦角中毒等皮肤病而闻名。这幅画现藏于法国阿尔萨斯科尔马的恩特林登博物館，是格吕内瓦尔德最大也是最重要的作品。画中基督钉在十字架上，身上满是疮痕，向病人表明：耶稣理解他们，并且分担他们的痛苦。这幅画作对病情的真实描述，在欧洲艺术史上颇不寻常。 

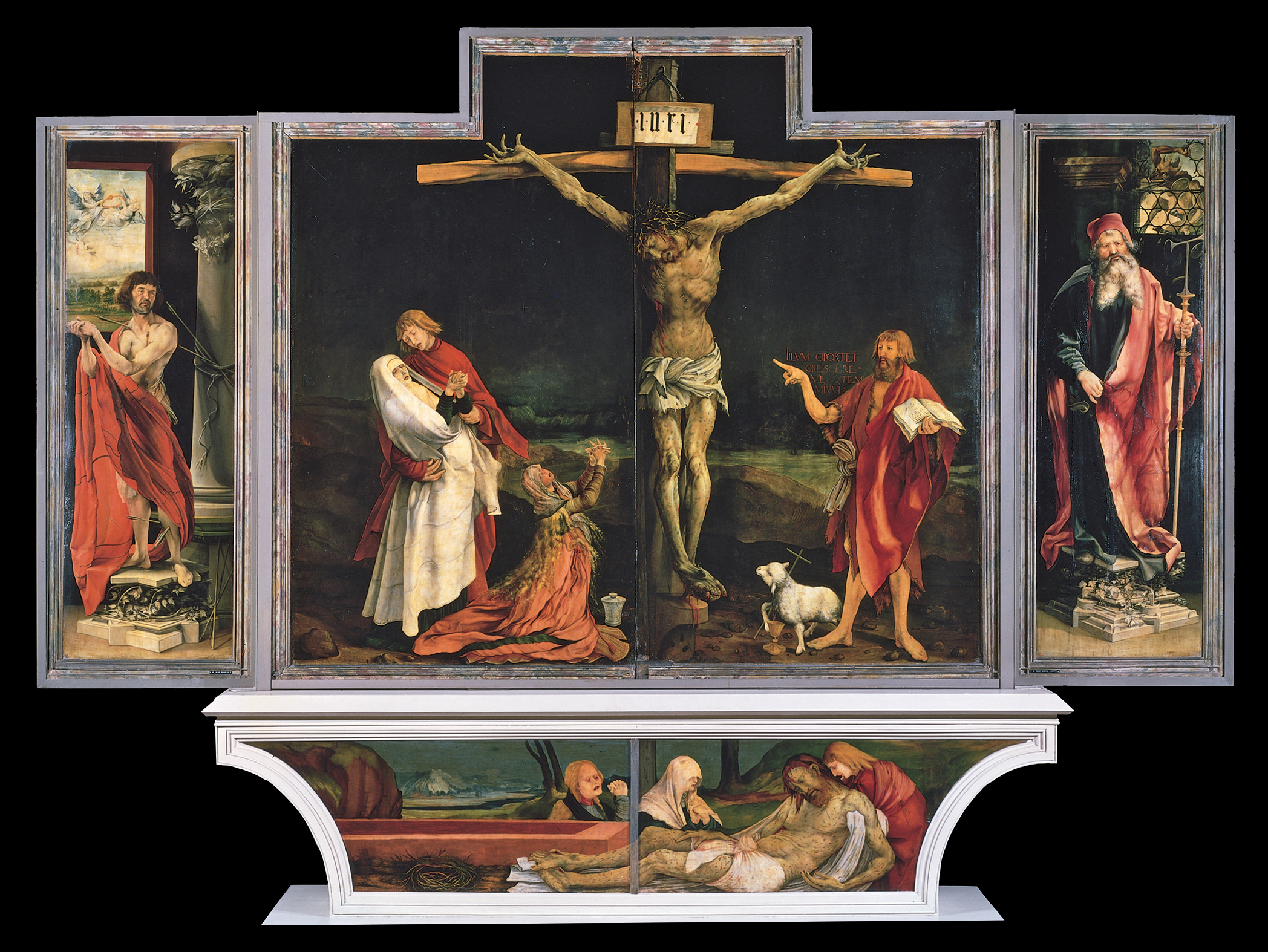
First view

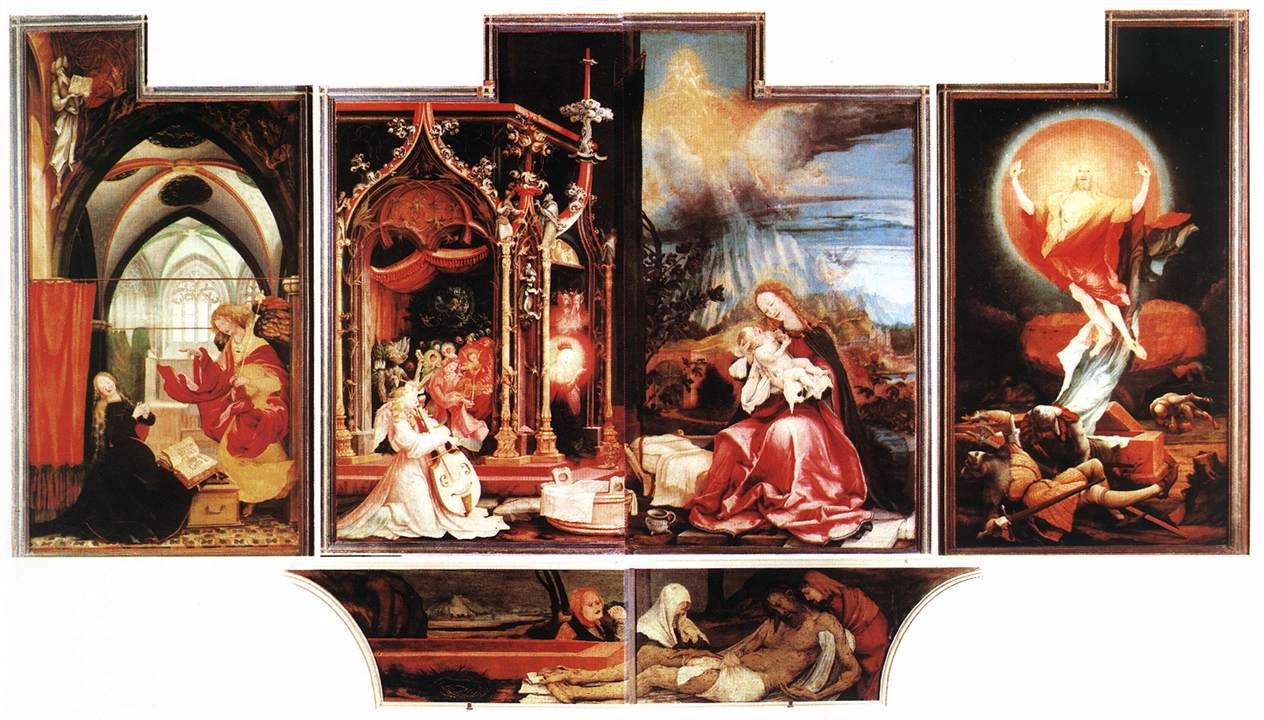
Second view

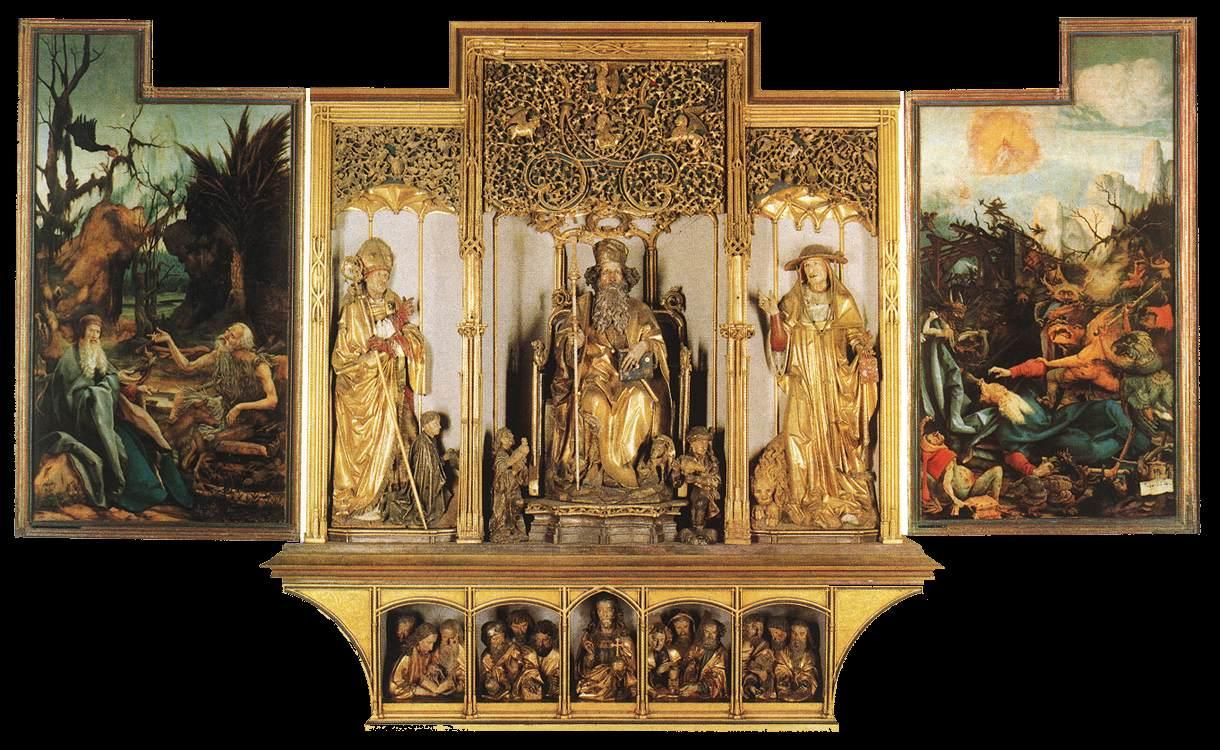
Third view